# Jean-Pierre Sauvage
Jean-Pierre Sauvage (21 de octubre de 1944) es un químico francés de compuestos de coordinación, especializado en química supramolecular. Obtuvo el Premio Nobel de Química en 2016, junto a Fraser Stoddart y Ben Feringa «por el diseño y síntesis de máquinas moleculares».
Sauvage nació en París el 21 de octubre de 1944 y obtuvo su doctorado por la Universidad Louis Pasteur bajo la supervisión de Jean-Marie Lehn. Durante sus trabajos de doctorado, contribuyó a la primera síntesis de los ligandos criptando. Tras su investigación posdoctoral con Malcolm Green, regresó a Estrasburgo.
Trabajó en diversas áreas, como la reducción electroquímica del CO2 y los modelos del centro de reacción fotosintético. No obstante, resalta la topología molecular, específicamente las arquitecturas moleculares mecánicamente entrelazadas. Describió la síntesis de los catenanos y los nudos moleculares basados en complejos de coordinación.
El 26 de marzo de 1990, fue elegido miembro correspondiente de la Academia de Ciencias de Francia y miembro el 24 de noviembre de 1997. Se desempeña como profesor emérito de la Universidad de Estrasburgo.